# Abdelkrim Jinani
Abdelkrim Jinani, né le 2 septembre 1973 à Casablanca, est un footballeur marocain des années 1990. Évoluant au poste d'attaquant, il obtient ses principaux titres sous les couleurs du Raja Casablanca, et devient alors international marocain. Son passage en Europe n'est, en revanche, pas couronné de succès.

## Biographie
Né le 2 septembre 1973 à Casablanca,, Abdelkrim Jinani s'illustre avec le plus prestigieux des clubs de sa ville natale, le Raja Club Athletic. Il remporte ainsi le championnat du Maroc en 1996 et en 1997, ainsi que la Coupe du Trône en 1996. Lors de la saison 1995-1996, il intègre également l'équipe du Maroc : lors de son unique sélection, face à l'Arménie, il marque deux buts.
À l'été 1997, Abdelkrim Jinani est transféré en France, au Stade rennais, club de Division 1. Il s'agit du transfert le plus cher de l'histoire du Championnat marocain à cette époque (1,25 million d'euro). 
Annoncé comme le nouveau JPP selon certains supporters, il y fait ses débuts le 2 août 1997, à l'occasion d'un déplacement face au Toulouse FC, qui se clôt sur une défaite. Mais ses premières prestations sont mauvaises, et Jinani ne joue que trois rencontres avec le club breton. En janvier 1998, il est prêté en deuxième division, au Stade lavallois. Il y joue neuf matchs de championnat, et marque un but,. Toujours sous contrat avec le Stade rennais, il est de nouveau prêté, en juin 1998, cette fois au club chinois de Shenzhen Pingan, pour six mois. À l'issue de son prêt, il retourne en Europe, cette fois dans le championnat suisse de D2, avec les SR Delémont, puis en D1 avec Yverdon Sport.

## Palmarès
- Raja CA
  - Championnat du Maroc :
    - Champion : 1996 et 1997.

  - Coupe du Trône :
    - Vainqueur : 1996

## Statistiques
Le tableau suivant récapitule les statistiques d'Abdelkrim Jinani durant sa carrière en France,.
| Saison                | Club                   | Championnat           | Championnat | Championnat | Coupe(s) nationale(s) | Coupe(s) nationale(s) | Total | Total |
| Saison                | Club                   | Division              | M.          | B.          | M.                    | B.                    | M.    | B.    |
| 1997-1998             | Stade rennais FC       | D1                    | 3           | 0           | 0                     | 0                     | 3     | 0     |
| 1997-1998             | Stade lavallois (prêt) | D2                    | 9           | 1           | 1                     | 0                     | 10    | 1     |
| Total sur la carrière | Total sur la carrière  | Total sur la carrière | 12          | 1           | 1                     | 0                     | 13    | 1     |